# Flughafen Gibraltar

i7
i11
i13
Der Flughafen Gibraltar (englisch Gibraltar Airport, IATA-Code: GIB, ICAO-Code: LXGB) ist ein Verkehrs- und Militärflughafen in Gibraltar auf der Iberischen Halbinsel. Das Militär bezeichnet die Einrichtung als Royal Air Force Station Gibraltar (kurz RAF Gibraltar). Fliegende Einheiten haben die britischen Luftstreitkräfte hier jedoch nicht mehr permanent stationiert.

## Geschichte
Der Flughafen wurde 1939 errichtet, als Gibraltar im Zweiten Weltkrieg eine immense Bedeutung für die Streitkräfte Großbritanniens hatte, und diente zunächst nur als Notlandeplatz für die Fleet Air Arm der Royal Navy.
Am 2. Dezember 1987 wurde zwischen dem Vereinigten Königreich und Spanien eine Vereinbarung geschlossen, nach der dem Flughafen auch eine zivile Nutzung zugestanden wird. Hierbei wurde auch der Bau eines neuen Flugsteiges auf der Nordseite des Flughafengeländes vereinbart, die bereits zu La Línea de la Concepción und somit zum spanischen Hoheitsgebiet zählt. Dieser Vertrag wurde jedoch nie umgesetzt, da die gibraltarische Regierung unter Joe Bossano ihn nicht ratifizierte.
Da die Kapazität des 1959 errichteten Terminals den ansteigenden Passagierzahlen nicht mehr gewachsen war, wurde ab 2009 für ca. 85 Mio. € ein neues Terminal gebaut, das 2011 zunächst für Ankünfte eröffnet wurde und 2012 das alte Terminal vollständig abgelöst hat. Das neue Terminal hat eine Fläche von 35 000 m² und eine Kapazität von jährlich 1,5 Mio. Passagieren.

## Fluggesellschaften und Ziele
Gibraltar wird ausschließlich vom Vereinigten Königreich aus bedient: British Airways fliegt täglich von Heathrow, easyJet ebenfalls täglich von Gatwick, von Manchester (in den Wintermonaten nur viermal wöchentlich) sowie dreimal wöchentlich von Bristol.
Außerdem steuerte die inzwischen insolvente Monarch Airlines Gibraltar fünfmal wöchentlich ab Luton, viermal wöchentlich ab Manchester, bis zu viermal wöchentlich ab Birmingham und im Sommer viermal wöchentlich ab Gatwick an. Außerhalb des Vereinigten Königreiches wurde zeitweise Casablanca mit Zwischenlandung in Tanger (beide in Marokko) von Royal Air Maroc zweimal wöchentlich angeflogen. Zwischen dem 16. Dezember 2006 und Dezember 2008 wurde ein täglicher Direktflug mit der spanischen Fluggesellschaft Iberia nach Madrid angeboten. Seitdem gibt es keine Direktflüge nach Spanien mehr.

## Besonderheit
Bis März 2023 kreuzte die Start- und Landebahn die Winston Churchill Avenue, die einzige Straßenverbindung mit Spanien. Diese Straße wurde, ähnlich einem Bahnübergang, bei jedem Start und bei jeder Landung gesperrt. Eine derartige höhengleiche Kreuzung ohne Über- oder Unterführung war weltweit einmalig für einen internationalen Flughafen. Bei Manövern der Royal Air Force (RAF) kam es deshalb zu größeren Behinderungen, wie beispielsweise im Sommer 2012, als acht Tornados einen Monat lang von hier aus operierten. Diese Besonderheit endete mit der Verkehrsfreigabe des Kingsway Tunnels am 31. März 2023, der nun die Piste an ihrem östlichen Ende unterquert. Er besteht aus einem tiefer gelegenen Tunnel für motorisierte Fahrzeuge, für Radfahrer und Fußgänger gibt es einen weiteren Tunnel, diese können aber auch weiterhin die oberirdische Querung nutzen.

## Zwischenfälle
- Am 4. Juli 1943 stürzte eine Consolidated Liberator der Royal Air Force kurz nach dem Start ins Meer. Die Absturzursache ist ungeklärt; von den elf Passagieren und sechs Besatzungsmitgliedern überlebte lediglich der Pilot. Unter den Passagieren befand sich auch der Ministerpräsident der polnischen Exilregierung, Władysław Sikorski. Obgleich niemals Beweise dafür vorgelegt wurden, sind Spekulationen, dass es sich bei dem Unfall um Sabotage bzw. einen politisch motivierten Mordauftrag an Sikorski gehandelt haben könnte, bis heute nicht verstummt (siehe auch Flugzeugabsturz bei Gibraltar (1943)).

- Am 11. April 1948 flog eine Bristol 170 Mk.21 der Compagnie Air Transport (F-BENG) nach dem Start vom Flughafen Gibraltar zu einem Frachtflug nach Casablanca bei Algeciras in die Berge. Die Piloten hatten die vorgeschriebene Linkskurve unmittelbar nach dem Start nicht ausgeführt, sondern waren immer weiter geradeaus geflogen, bis sie in rund 800 Metern Höhe mit dem Gelände kollidierten. Alle drei Besatzungsmitglieder wurden getötet.[10][11]

## Weblinks

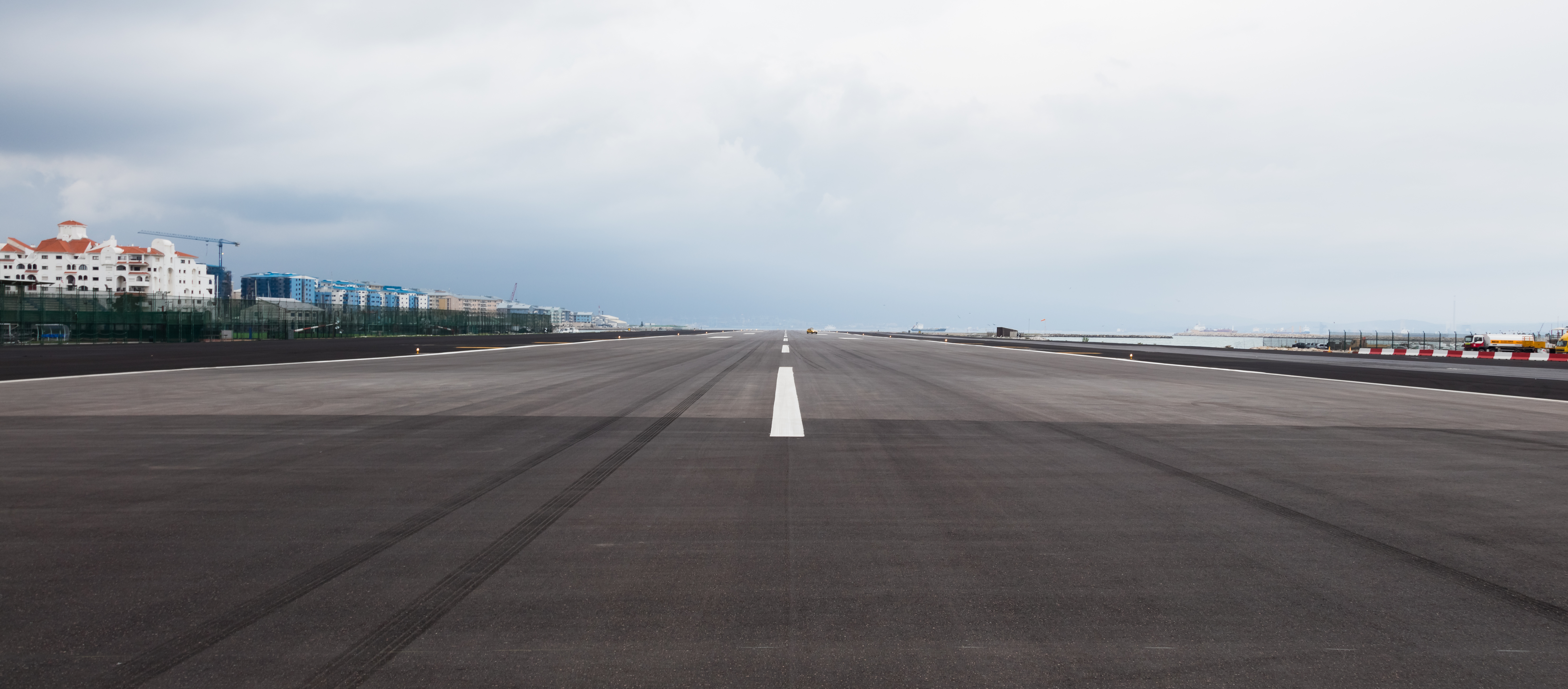
Landebahn des Flughafens Gibraltar